# 1938 Лозанна
1938 Лозанна (1938 Lausanna) — астероїд головного поясу, відкритий 19 квітня 1974 року.
Тіссеранів параметр щодо Юпітера — 3,619.